# Okenit
Okenit ist ein selten vorkommendes Mineral aus der Mineralklasse der Silikate und Germanate. Es kristallisiert im triklinen Kristallsystem mit der chemisch Zusammensetzung Ca10[Si6O16|(Si6O15)2] · 18 H2O, ist also ein wasserhaltiges Calcium-Schichtsilikat.
Okenit entwickelt überwiegend blatt- bis nadelförmige Kristalle in radialstrahligen, kugelförmigen Mineral-Aggregaten von weißer bis gelblicher Farbe.

## Besondere Eigenschaften
Vor dem Lötrohr bläht sich Okenit auf und schmilzt zu weißem Glas.

## Etymologie und Geschichte
Entdeckt wurde Okenit zusammen mit vielen anderen Mineralen von Major Petersen, der die Proben bei „Kudlisat am Waygat“ auf der Diskoinsel (Kalaallisut: Qeqertarsuaq) in Grönland einsammelte und der akademischen Sammlung in München übergab, wo der Okenit zunächst als eine Varietät von Faserzeolith aufbewahrt wurde. Durch genauere Analyse des Materials stellte Franz von Kobell jedoch 1828 fest, dass es sich um eine eigenständige Mineralart handeln musste und bezeichnete diese in seiner Vorlesung über das Mineral in der Versammlung deutscher Naturforscher in Berlin im September 1828 zu Ehren des Naturforschers und Stifters der Versammlung Deutscher Naturforscher und Ärzte Lorenz Oken als Okenit.
In den kurz nach der Versammlung herausgegebenen Archiv-Aufzeichnungen von Karl Wilhelm Gottlob Kastner findet sich allerdings zunächst der Mineralname Ockenit. Dieser wird erst im Nachtrag zu Okenit korrigiert, da er sich als Rechtschreibfehler in den handschriftlichen Aufzeichnungen von Kobell herausstellt, der versehentlich ohne Korrektur in Druck gebracht wurde.

## Klassifikation
In der veralteten 8. Auflage der Mineralsystematik nach Strunz gehörte der Okenit zur Mineralklasse der „Silikate“ und dort zur Abteilung „Kettensilikate und Bandsilikate (Inosilikate)“, wo er gemeinsam mit Nekoit, Plombièrit, Riversideit und Tobermorit sowie im Anhang mit Istisuit, Jusit, Miserit, Scawtit und Yuksporit in der „Tobermorit-Okenit-Gruppe“ mit der Systemnummer VIII/D.10 steht.
In der zuletzt 2018 überarbeiteten Lapis-Systematik nach Stefan Weiß, die formal auf der alten Systematik von Karl Hugo Strunz in der 8. Auflage basiert, erhielt das Mineral die System- und Mineralnummer VIII/G.01-010. Dies entspricht der Klasse der „Silikate“ und dort der Abteilung „Übergangsstrukturen von Ketten- zu Schichtsilikaten“, wo Okenit als einziges Mineral eine unbenannte Gruppe mit der Systemnummer VIII/G.01 bildet.
Die von der International Mineralogical Association (IMA) zuletzt 2009 aktualisierte 9. Auflage der Strunz’schen Mineralsystematik ordnet den Okenit in die Klasse der „Silikate und Germanate“ und dort in die Abteilung „Schichtsilikate (Phyllosilikate)“ ein. Hier ist das Mineral in der Unterabteilung „Einfache Tetraedernetze mit 4-, 5-, (6-) und 8-gliedrigen Ringen“ zu finden, wo es als einziges Mitglied eine unbenannte Gruppe mit der Systemnummer 9.EA.40 bildet.
In der vorwiegend im englischen Sprachraum gebräuchlichen Systematik der Minerale nach Dana hat Okenit die System- und Mineralnummer 72.03.02.05. Das entspricht der Klasse der „Silikate“ und dort der Abteilung „Schichtsilikate: Zweidimensionale unbegrenzte Lagen mit anderen als sechsgliedrigen Ringen“. Hier findet er sich innerhalb der Unterabteilung „Schichtsilikate: Zweidimensionale unbegrenzte Lagen mit anderen als sechsgliedrigen Ringen: 3-, 4- oder 5-gliedrige Ringe und 8-gliedrige Ringe“ in der „Tobermoritgruppe (5- und 8-gliedrige Ringe)“, in der auch Tobermorit, Klinotobermorit, Plombièrit, Riversideit, Tacharanit, Nekoit und Oyelith eingeordnet sind.

## Bildung und Fundorte

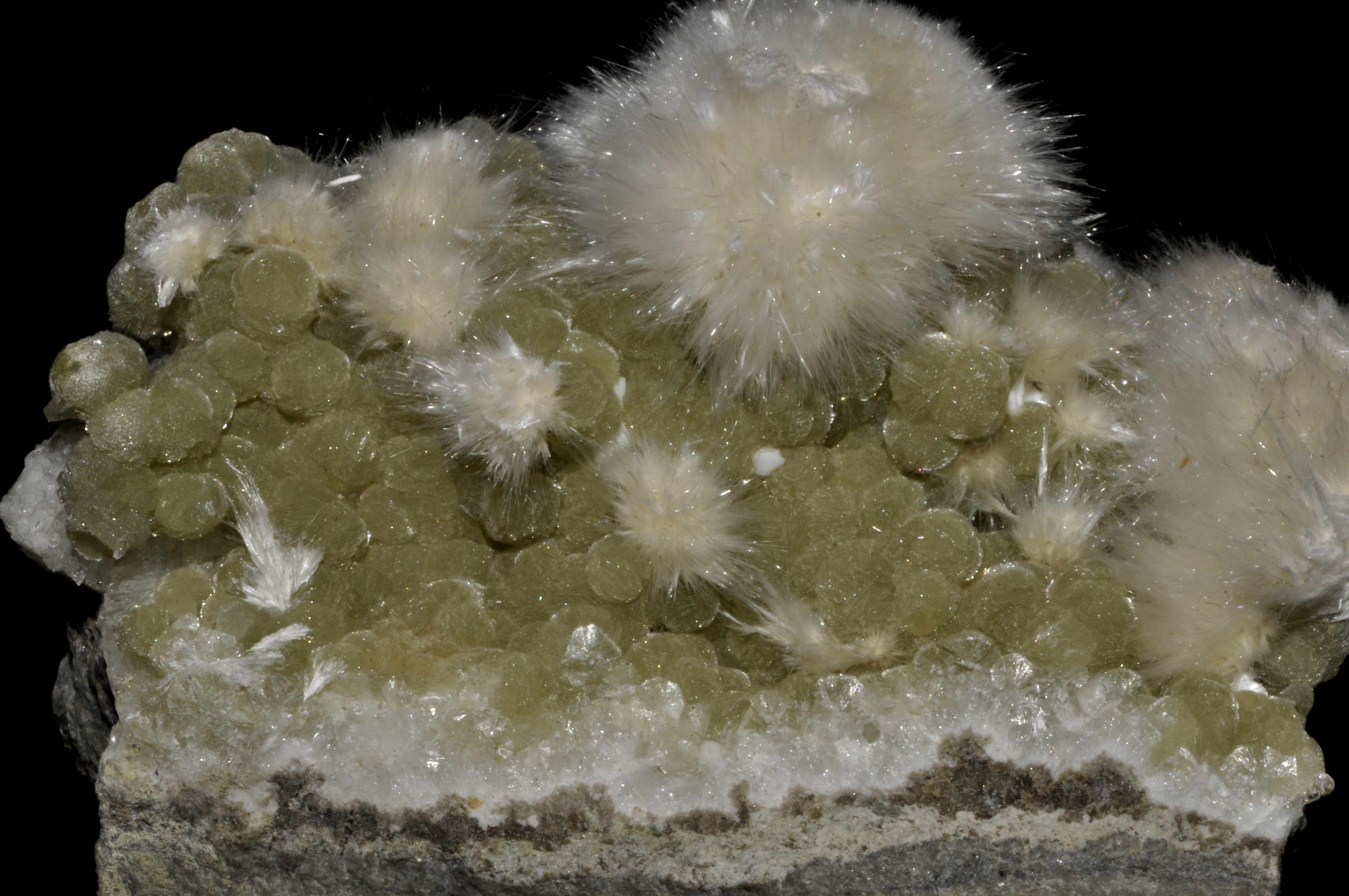
Okenit auf Prehnit (grün) aus Indien

Okenit bildet sich aus hydrothermalen Lösungen in Basalt-Hohlräumen. Begleitminerale sind unter anderem verschiedene Zeolithe und Apophyllite sowie Calcit, Prehnit und Quarz (z. B. als Chalcedon).
Als seltene Mineralbildung konnte Okenit bisher (Stand: 2012) nur an wenigen Fundorten nachgewiesen werden, wobei rund 60 Fundorte als bekannt gelten. In Grönland trat Okenit bisher nur an seiner Typlokalität Diskoinsel auf.
Bekannt für seine reichhaltigen Okenitfunde in Form von kugeligen Aggregaten in Basalt-Hohlräumen ist vor allem die Gegend um Poona in Indien.
In Deutschland fand sich Okenit unter anderem am Großen Teichelberg und am Steinbruch Zeilberg in Bayern sowie am Steinbruch Bramburg in Niedersachsen. Der bisher einzige bekannte Fundort in Österreich liegt an der Brucker Schnellstraße, nahe dem Tunnel Kirchdorf in der Steiermarker Gemeinde Pernegg an der Mur.
Weitere Fundorte liegen unter anderem in der Antarktis, in Australien, Aserbaidschan, Chile, Costa Rica, Dänemark, Island, Israel, Italien, Kanada, Mexiko, Neuseeland, Norwegen, Rumänien, Russland, der Ukraine, Ungarn, im Vereinigten Königreich (Großbritannien) und den Vereinigten Staaten von Amerika.

## Kristallstruktur
Okenit kristallisiert triklin in der Raumgruppe P1 (Raumgruppen-Nr. 2) mit den Gitterparametern a = 9,69 Å; b = 7,28 Å; c = 22,02 Å; α = 92,7°; β = 100,1° und γ = 110,9° sowie einer Formeleinheit pro Elementarzelle.